# Gin
Pour les articles homonymes, voir Gin (homonymie).
Ne doit pas être confondu avec Gini (marque de boisson).
 (juillet 2017).
 (février 2016).

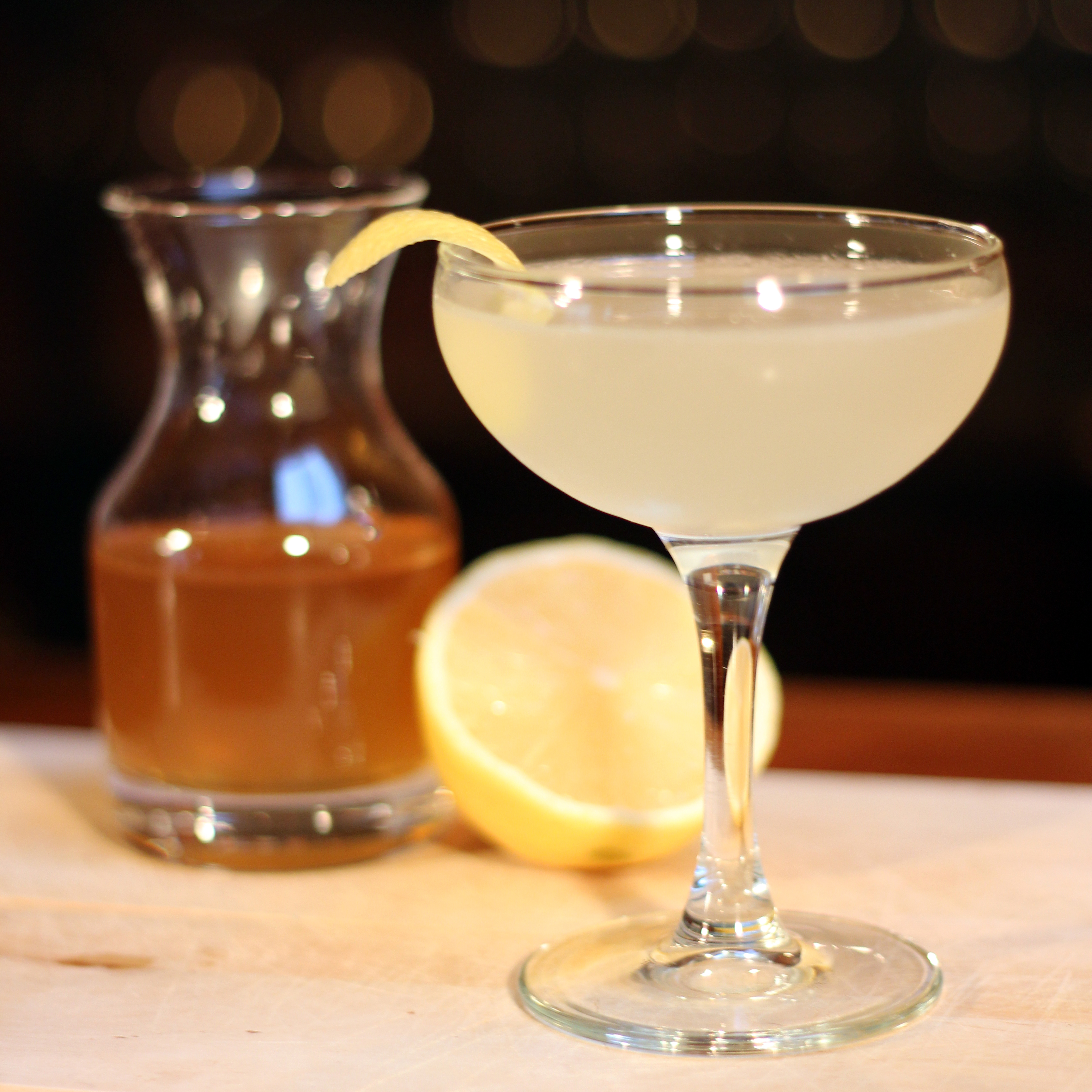
Un cocktail Bee's Knees à base de gin, de miel et de jus de citron.

Le gin est une boisson spiritueuse obtenue en aromatisant de l'alcool éthylique d'origine agricole avec principalement des baies de genévrier. Il est assez proche de son ancêtre le genièvre, qui est une boisson traditionnelle dans tous les anciens Pays-Bas.
La production de gin a commencé dans les Pays-Bas espagnols à la fin du XVIIe siècle et s'est ensuite internationalisée. La saveur du gin ordinaire est celle d'un alcool très sec, c'est pourquoi on le boit rarement pur. On le retrouve surtout dans la composition de nombreux cocktails quand il n'est pas déjà commercialisé dans une version aromatisée. Par le passé, le gin employé sur les bâtiments de guerre de la Royal Navy titrait à près de 50°, ce qui permettait de conserver les propriétés explosives de la poudre à canon si elle était mise en contact accidentellement avec la boisson (stockage en soute). Ce gin peut être trouvé encore dans certaines distilleries, comme celle de Plymouth, sous l'appellation « gin de marine » ou « navy (strength) gin ».

## Définitions commerciales

### Union européenne
Conformément au règlement (UE) 2019/787 du Parlement européen et du Conseil du 17 avril 2019, il existe 44 catégories commerciales de boissons spiritueuses.

#### Boisson spiritueuse aromatisée aux baies de genévrier
Une boisson spiritueuse aromatisée aux baies de genévrier est une boisson spiritueuse produite par aromatisation avec des baies de genévrier d'alcool éthylique d'origine agricole, d'eau-de-vie de céréales, de distillat de céréales ou d'une combinaison de ces produits.
Le titre alcoométrique volumique minimal de la boisson spiritueuse aromatisée aux baies de genévrier est de 30 %.
Des substances aromatisantes, des préparations aromatisantes, des plantes aux propriétés aromatisantes ou des parties de plantes aux propriétés aromatisantes ou une combinaison de ces éléments peuvent être utilisées en complément des baies de genévrier, mais les caractéristiques organoleptiques du genévrier doivent être perceptibles, même si elles sont parfois atténuées.

#### Gin
Le gin est une boisson spiritueuse aromatisée aux baies de genévrier produite par aromatisation avec des baies de genévrier d'un alcool éthylique d'origine agricole.
Le titre alcoométrique volumique minimal du gin est de 37,5 %.
Seules des substances aromatisantes ou des préparations aromatisantes ou les deux peuvent être utilisées pour la production de gin, le goût du genévrier devant être prépondérant.
Le terme « gin » peut être complété par le terme « dry » s'il n'est pas additionné d'édulcorants dans une proportion dépassant 0,1 gramme de produits édulcorants par litre de produit final (exprimée en sucre inverti).

#### Gin distillé
Le gin distillé est une boisson spiritueuse aromatisée aux baies de genévrier produite exclusivement par distillation d'un alcool éthylique d'origine agricole titrant, au départ, au moins 96 % vol. en présence de baies de genévrier et d'autres produits végétaux naturels, ou par combinaison du produit de cette distillation et d'alcool éthylique d'origine agricole ayant la même composition, la même pureté et le même titre alcoométrique, le goût des baies de genévrier devant être prépondérant.
Des substances aromatisantes ou des préparations aromatisantes ou les deux peuvent être utilisées pour la production de gin distillé.
Le gin produit en ajoutant simplement des essences ou des arômes à de l'alcool éthylique d'origine agricole ne peut être considéré comme étant du gin distillé.
Le titre alcoométrique volumique minimal du gin distillé est de 37,5 %.
Le terme « gin distillé » peut être complété par ou comprendre le terme « dry » s'il n'est pas additionné d'édulcorants dans une proportion dépassant 0,1 gramme de produits édulcorants par litre de produit final (exprimée en sucre inverti).

#### London gin

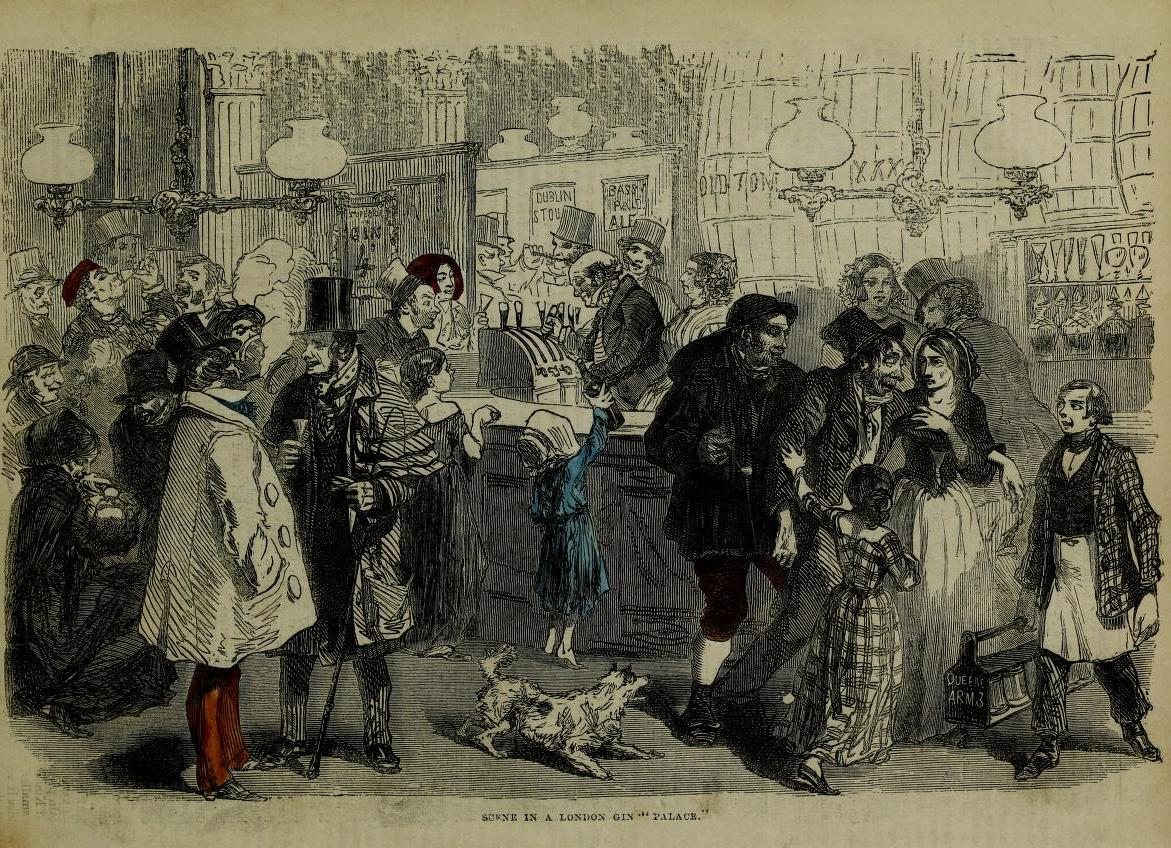
Un « comptoir du gin » à Londres (gravure tirée du Working Man's friend and family instructor (1851).

Le London gin est un gin distillé produit exclusivement à partir d'alcool éthylique d'origine agricole d'une teneur maximale en méthanol égale à 5 grammes par hectolitre d'alcool à 100 % vol., auquel l'arôme est conféré exclusivement par la distillation d'alcool éthylique d'origine agricole en présence de tous les matériels végétaux naturels utilisés.
Il n'est additionné d'aucun autre ingrédient que les ingrédients précédemment cités et de l'eau.
Le titre alcoométrique volumique minimal du London gin est de 37,5 %.
Il n'est pas coloré, ni édulcoré dans une proportion dépassant 0,1 gramme par litre de produit final (exprimée en sucre inverti).
Les termes « London gin » peuvent être complétés par le terme « dry » ou comprendre ce terme.

## Historique

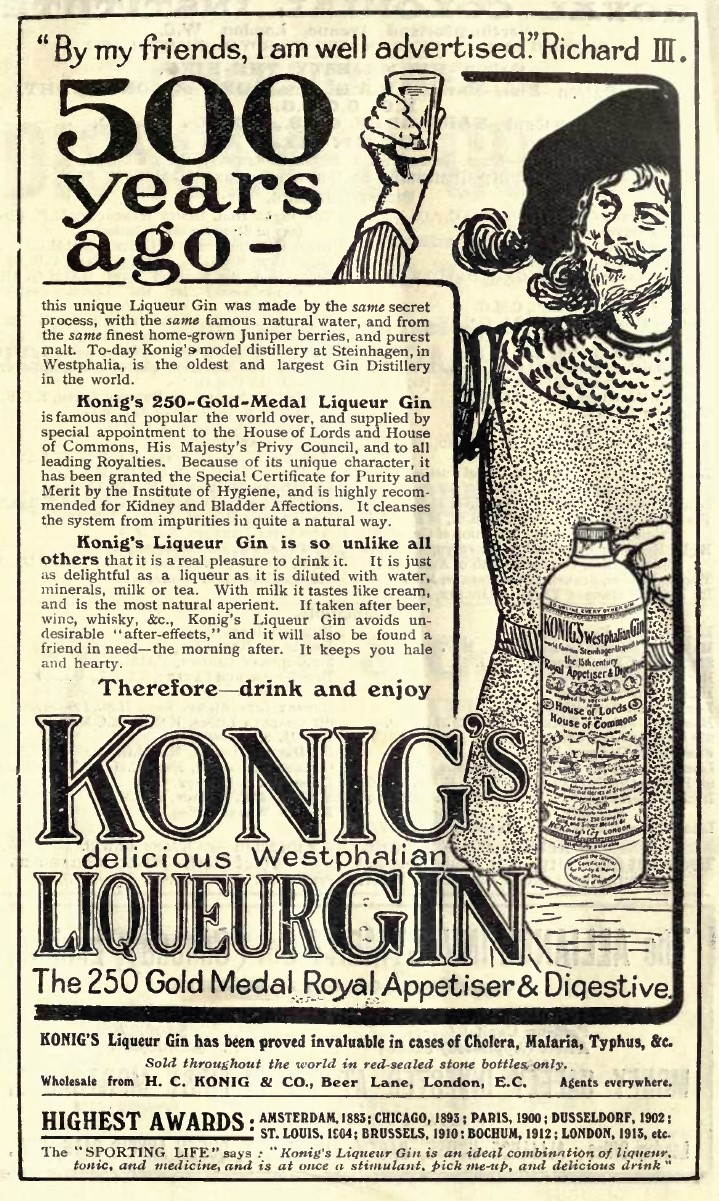
Publicité pour le Konig's Westphalian Gin en 1914.

Le gin est apparu aux Pays-Bas espagnols au XVIIe siècle sous le nom de Genever — on attribue souvent son invention au médecin Franciscus Sylvius. De là, il s'est répandu en Angleterre après que la Glorieuse Révolution eut installé Guillaume III d'Orange-Nassau sur le trône anglais. Les distilleries anglaises apparaissent et produisent un alcool proche du Genever qui est baptisé Gin.

## Provenance
Les Pays-Bas et l'Angleterre sont les principaux producteurs de gin, mais ils ne sont pas les seuls puisqu'on en produit aussi en Belgique, en France, au Canada, en Écosse, en Irlande, au Luxembourg, en Allemagne, aux États-Unis, en Italie, en Suisse ou encore dans les Baléares, sur l'île de Minorque, vestige de la présence anglaise jusqu'au XIXe siècle,.

## Variétés
Il existe deux grandes variétés de gin.

### Genièvre (gin hollandais ou belge)
Le genièvre est obtenu par distillation de farines de seigle et de maïs fermentés puis redistillé après l'ajout des aromates : baies de genièvre essentiellement mais aussi la coriandre, le fenouil, le cumin, la réglisse, l'anis, des écorces d'oranges, d'amandes, etc. selon les marques et leurs recettes.
C'est un gin très aromatisé qui peut parfois être vieilli en fûts de chêne ayant contenu du xérès, ce qui lui confère une teinte jaune paille (Yellow Gin).
Trop parfumé, le genièvre est rarement utilisé dans les cocktails.
En Wallonie, il est connu sous le nom de peket.

### London Dry Gin (gin anglais)
Il n'est pas nécessaire que le gin soit élaboré à Londres pour avoir droit à cette appellation. Cependant, en Angleterre, les distillateurs de gin n'ont pas le droit de distiller eux-mêmes l'alcool de grains de base (alcool de seigle et de maïs). Ils achètent donc l'alcool de base (un alcool neutre, le plus souvent de grain) et ont alors le choix entre deux méthodes d’élaboration du gin :
- distiller à nouveau l'alcool de base en présence de divers aromates (dont le genièvre) ;
- ou le mélanger avec un alcoolat d'aromates (« esprit de gin ») et de l'eau distillée.

Plus légèrement aromatisé, le gin anglais est donc plus facilement utilisé dans la composition des cocktails.

### Autres variétés de gin
- Old Tom gin : gin légèrement sucré.
- Cork gin : gin irlandais.
- Sloe Gin : liqueur à base de gin.

Depuis peu, certains colorent le gin en bleu avec des fleurs de Clitoria car il vire au rose/violet lorsqu'on ajoute du tonic. Mais ceci est désormais interdit par la commission européenne.

## Cocktails à base de gin
Voir aussi la catégorie : Cocktail à base de gin
Gin fizz, gin tonic, white lady, pink gin, pink lady, Ruddy Mary, Vesper, TGV (téquila gin vodka), Ramos gin fizz, Gibson, last word, negroni, Martinez, forever young, London mule, dry martini, Tom Collins, Orchard Collins, Long Island iced tea, Gin Basil Smash…